# 久米村 (茨城県)
久米村（くめむら）は茨城県久慈郡にかつて存在した村である。

## 地理
- 旧金砂郷町の東部、現在の常陸太田市の西部に位置する。
- 村は久慈川の支流が流れている。

## 歴史
村名はかつて存在した久米郷に由来する。

### 村域の変遷
- 1889年（明治22年）4月1日 - 町村制施行により、大里村・薬谷村・久米村・大平村・玉造村・芦間村が合併し久慈郡久米村が発足。
- 1955年（昭和30年）4月15日 – 久米村は郡戸村・金砂村・金郷村 ととも合併し金砂郷村が発足。久米村は消滅。
- 1973年（昭和48年） - 旧久米村の一部（大里の一部）が常陸太田市に編入。

変遷表
| 1868年 以前 | 1868年 以前       | 明治22年 4月1日 | 昭和30年 4月15日 | 昭和48年   | 平成5年 11月1日 | 平成16年 12月1日  | 現在       |
| ----------- | ----------------- | --------------- | ---------------- | ---------- | --------------- | ----------------- | ---------- |
|             | 薬谷村            | 久米村          | 金砂郷村         | 金砂郷村   | 町制            | 常陸太田市 に編入 | 常陸太田市 |
|             | 久米村            | 久米村          | 金砂郷村         | 金砂郷村   | 町制            | 常陸太田市 に編入 | 常陸太田市 |
|             | 大平村            | 久米村          | 金砂郷村         | 金砂郷村   | 町制            | 常陸太田市 に編入 | 常陸太田市 |
|             | 玉造村            | 久米村          | 金砂郷村         | 金砂郷村   | 町制            | 常陸太田市 に編入 | 常陸太田市 |
|             | 芦間村            | 久米村          | 金砂郷村         | 金砂郷村   | 町制            | 常陸太田市 に編入 | 常陸太田市 |
|             | 大里村            | 久米村          | 金砂郷村         | 金砂郷村   | 町制            | 常陸太田市 に編入 | 常陸太田市 |
|             | 常陸太田市 に編入 | 久米村          | 金砂郷村         | 常陸太田市 | 常陸太田市      |                   | 常陸太田市 |

## 人口・世帯

### 人口
総数 [単位： 人]
| 1891年（明治24年） | 2,599 |
| 1920年（大正 9年） | 2,687 |
| 1935年（昭和10年） | 2,892 |
| 1950年（昭和25年） | 3,638 |

### 世帯
総数 [単位： 世帯]
| 1920年（大正 9年） | 612 |
| 1935年（昭和10年） | 597 |
| 1950年（昭和25年） | 672 |